# South Kingstown
South Kingstown miejscowość w USA, w hrabstwie Washington, w stanie Rhode Island, siedziba administracyjna Washington.
South Kingstown dzieli się na Kingston West Kingston, Wakelfield, Peace Dale, Tuckertown, East Matununck, Matununck oraz Green Hill.
W Wakelfield znajduje się siedziba Hrabstwa Washington.